# Love Me for a Reason
Love Me for a Reason è una canzone, originariamente registrata dai The Osmonds nel 1974, arrivata alla posizione numero uno nella classifica britannica. Il brano ottenne un'inaspettata popolarità internazionale vent'anni dopo nella cover del gruppo musicale irlandese Boyzone, uscita come singolo di debutto ed inserita nel loro primo album Said and Done.

## Tracce
CD singolo
1. Love Me for a Reason – 3:41
2. Daydream Believer – 3:06

CD maxi
1. Love Me for a Reason – 3:39
2. Daydream Believer – 3:07
3. Working My Way Back to You – 7:08
4. Father and Son – 2:40

## Classifiche
| Classifica (1994) | Posizione più alta |
| ----------------- | ------------------ |
| Irlanda           | 1                  |
| Regno Unito       | 2                  |
| Classifica (1995) | Posizione più alta |
| Belgio (Fiandre)  | 8                  |
| Belgio (Vallonia) | 12                 |
| Paesi Bassi       | 7                  |
| Germania          | 47                 |
| Norvegia          | 16                 |
| Svezia            | 28                 |
| Svizzera          | 15                 |
| Classifica (1996) | Posizione più alta |
| Austria           | 48                 |
| Francia           | 28                 |